# Max Binnington
Maxwell Binnington (ur. 8 marca 1949) – australijski lekkoatleta, płotkarz i sprinter, dwukrotny medalista igrzysk Wspólnoty Narodów, olimpijczyk.

## Kariera sportowa
Zdobył brązowy medal w biegu na 110 metrów przez płotki (przegrywając jedynie z Fatwellem Kimaiyo z Kenii i Berwynem Price z Walii) oraz zajął 4. miejsce w sztafecie 4 × 400 metrów na igrzyskach Brytyjskiej Wspólnoty Narodów w 1974 w Christchurch. Wystąpił na igrzyskach olimpijskich w 1976 w Montrealu, na których nie ukończył biegu eliminacyjnego na 110 metrów przez płotki i odpadł w eliminacjach sztafety 4 × 400 metrów.
Na igrzyskach Wspólnoty Narodów w 1978 w Edmonton zdobył srebrny medal w biegu na 110 metrów przez płotki (za Price’em, a przed swym kolegą z reprezentacji Australii Warrenem Parrem) oraz zajął 7. miejsce w sztafecie 4 × 100 metrów. Zdobył srebrne medale w biegu na 110 metrów przez płotki i w sztafecie 4 × 100 metrów na igrzyskach Konferencji Pacyfiku w 1981 w Christchurch. Zajął 5. miejsce w biegu na 110 metrów przez płotki na igrzyskach Wspólnoty Narodów w 1982 w Brisbane.
Binnington był mistrzem Australii w biegu na 110 metrów przez płotki w 1974/1975, 1978/1979, 1980/1981 i 1981/1982, wicemistrzem w tej konkurencji w 1973/1974, 1975/1976 i 1979/1980 oraz brązowym medalistą w 1970/1971, 1971/1972, 1972/1973 i 1977/1978, a także mistrzem w biegu na 400 metrów przez płotki w 1974/1975.
Był rekordzistą Australii w biegu na 110 metrów przez płotki z czasem 13,6 s (pomiar ręczny, 3 lutego 1976 w Melbourne) i 13,88 s (pomiar automatyczny, 26 stycznia 1974 w Christchurch) oraz w sztafecie 4 × 400 metrów z wynikiem 3:05,75 (30 lipca 1976 w Montrealu). Jego rekord życiowy w biegu na 110 metrów przez płotki wynosił 13,72 s (ustanowiony 4 października 1982 w Brisbane.